# Torneo de Brasil 2019
El Brasil Open 2019 fue un torneo de tenis que perteneció a la ATP en la categoría de ATP World Tour 250. Fue la decimonovena edición del torneo y se disputó entre el 25 de febrero y el 3 de marzo de 2019 sobre polvo de ladrillo en el Gimnásio do Ibirapuera en São Paulo (Brasil).

## Distribución de puntos
| Modalidad            | Campeón | Finalista | Semifinales | Cuartos de final | 2ª ronda | 1ª ronda | Clasificados | 2ª ronda de clasificación | 1ª ronda de clasificación |
| Individual masculino | 250     | 165       | 100         | 50               | 25       | 0        | 13           | 7                         | 0                         |
| Dobles masculino     | 250     | 150       | 90          | 45               | 20       | 0        | -            | -                         | -                         |

## Cabezas de serie

### Individuales masculino
| Tenista              | Ranking | Preclasificado |
| João Sousa           | 40      | 1              |
| Malek Jaziri         | 44      | 2              |
| Guido Pella          | 46      | 3              |
| Leonardo Mayer       | 55      | 4              |
| Pablo Cuevas         | 63      | 5              |
| Jaume Munar          | 66      | 6              |
| Juan Ignacio Lóndero | 69      | 7              |
| Taro Daniel          | 73      | 8              |

- Ranking del 18 de febrero de 2018.[2]

### Dobles masculino
| Tenista                       | Ranking | Preclasificado |
| Pablo Cuevas Horacio Zeballos | 69      | 1              |
| Leonardo Mayer João Sousa     | 84      | 2              |
| Roman Jebavý Andrés Molteni   | 98      | 3              |
| Luke Bambridge Jonny O'Mara   | 103     | 4              |

## Campeones

### Individual masculino
Guido Pella venció a  Christian Garín por 7-5, 6-3

### Dobles masculino
Federico Delbonis /  Máximo González vencieron a  Luke Bambridge /  Jonny O'Mara por 6-4, 6-3